# Rio Laramie
O Rio Laramie (em inglês: Laramie River) é um rio norte-americano e afluente do rio Platte Norte. Possui 451 quilômetros de extensão, nascendo no estado do Colorado e desaguando no Wyoming. O rio recebeu esse nome por passar na cidade Laramie e entre outros lugares homônimos.